# Concertino pour piano et orchestre de Honegger
Le Concertino pour piano et orchestre, H. 55, est une œuvre concertante d'Arthur Honegger composée en 1924.

## Présentation
Le Concertino pour piano et orchestre est la première page concertante de Honegger. Composée en septembre 1924, la partition est dédiée à la pianiste Andrée Vaurabourg, future épouse du compositeur, qui la crée le 23 mai 1925 sous la direction de Serge Koussevitzky à l'Opéra de Paris.
Le musicologue François-René Tranchefort relève que le concertino, aux accents néoclassiques, « est placé sous le signe de Mozart (« On dirait que Mozart a écrit cela, aujourd'hui », s'exclama Ernest Ansermet) ».
Le 3e mouvement du Concertino « semble un écho amusé » du Concerto franco-américain de Jean Wiéner. L'« inspiration légère » de cette œuvre se retrouve dans le Concerto pour violoncelle de 1929.

## Structure
Le Concertino pour piano et orchestre est composé de trois mouvements qui s'enchaînent :
- Allegro molto moderato ( = 84) à quatre temps (noté ), qui fait « s'échanger librement les thèmes entre soliste et orchestre[1] » ;
- Largetto sostenuto ( = 66) à 
, court mouvement lent « directement attaqué par le piano cantabile, exprimant sur le mode lyrique un thème pastoral[2] » parsemé de « contrepoints dissonants de l'orchestre[2] » ;
- Allegro ( = 116) à quatre temps (noté ), dans lequel « l'instrument soliste s'y fait nettement percussif, sur un rythme de marche continu avec emprunt de maints éléments à l'esprit du jazz, accentués par l'intervention des trompettes et trombones [...]. À la fin, le mouvement s'évanouit en diminuendo, soudain rompu par un simple fortissimo conclusif[2] ».

La durée moyenne d'exécution de la pièce est de onze minutes environ.
Le Concertino pour piano et orchestre porte la référence H.55 dans le catalogue des œuvres d'Arthur Honegger établi par Harry Halbreich.